# كليبتوقراطية

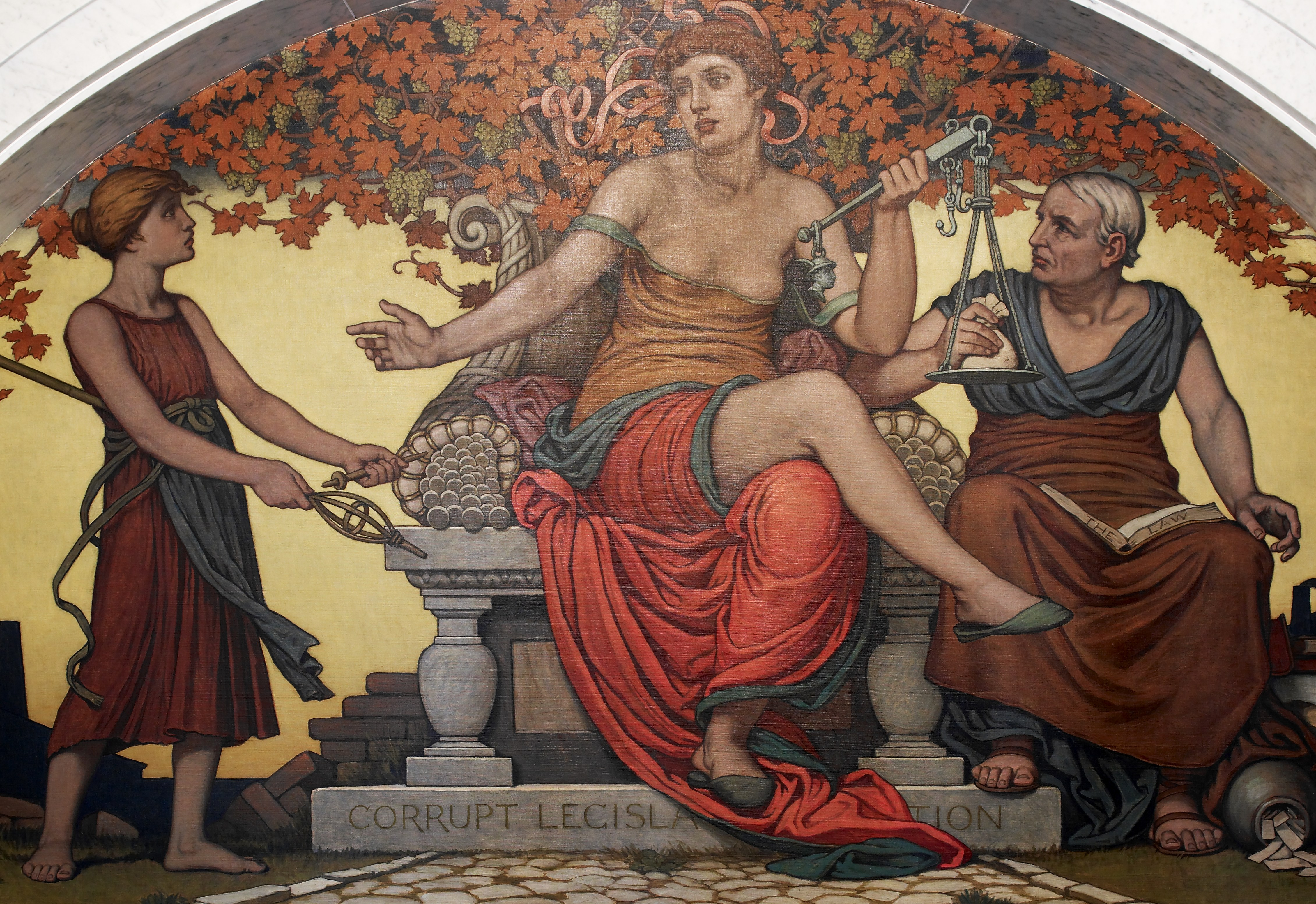
المجلس الفاسد، لوحة إليهو فيدر.

الكلِبتوقراطية أو حُكم اللصوص هي حكومة يستخدم قادتها الفاسدون السلطة السياسية للاستيلاء على ثروة شعوبهم، عادةً عن طريق اختلاس أو سرقة الأموال الحكومية على حساب عموم السكان. واللفظ مركب من مقطعين باللغة الإغريقية؛ أولهما «كلبتو» (Κλεπτο) بمعنى لص، وثانيهما «قراط» (κρατ) بمعنى حُكم.
وعادة ما يكون نظام الحكم في تلك الحكومات في الأصل ديكتاتوريًا أو استبداديًا، ومع ذلك فقد تظهر الكليبتوقراطية في بعض النظم الديموقراطية التي انزلقت إلى الأوليجاركية (حكم القلة). في نظام حكم الكليبتوقراطية، يُثري السياسيون الفاسدون أنفسهم سرًا خارج سيادة القانون، من خلال الرشاوى، أو يقومون ببساطة بتوجيه أموال الدولة لأنفسهم أو لشركائهم. أيضًا، غالبًا ما يصدر الفاسدون الكثير من الأموال المسروقة إلى الدول الأجنبية تحسباً لفقدان السلطة.

## الخصائص
ترتبط الحكومات الكليبتوقراطية عمومًا بالدكتاتورية والأوليغارية (حكم القلة) والدكتاتوريات العسكرية وغير ذلك من أشكال الحكم الاستبدادي والمحسوبيات والتي تكون الرقابة الخارجية فيها مستحيلة أو معدومة. يحدث ضعف الرقابة أو يتفاقم نتيجة تحكم المسؤولين الكليبتوقراطيين في موارد المال العام ووسائل صرف هذا المال.
يتعامل الحكام الكليبتوقراطيون في كثير من الأحيان مع خزينة دولتهم كمصدر لثروتهم الشخصية، وينفقون الأموال على السلع الكمالية ويبذرون كما تُملي رغباتهم. يحول الكثير من الحكام الكليبتوقراطيين الأموال العامة سراً إلى حسابات مصرفية شخصية عدة في بلدان أجنبية لتحصين أنفسهم ماليًا في حال أُزيحوا عن السلطة.
الكليبتوقراطية أكثر شيوعًا في البلدان النامية والدول المنهارة التي تعتمد في اقتصادها على تصدير الثروات الطبيعية. إن اعتماد الدول النامية على مدخول التصدير يكوّن شكلاً من الريع الاقتصادي، الذي يسهل سحبه دون التسبب في انخفاض الدخل. ما يؤدي إلى تراكم الثروة في أيدي النخب وقد يساعد الفساد بهذا الشكل على زيادة توليد الثروة في الدولة.
في الدول المنهارة، يُرجح الاعتماد على الاستيراد من الدول الأجنبية مع زيادة استنزاف الموارد الداخلية للدولة، فتُلزِم الدولة نفسها بعقود مع الشركاء في التجارة. ما يؤدي إلى قيام الكليبتوقراطية. تعقد النخب الصفقات مع خصوم الدولة الأجانب لإبقاء الوضع على ما هو عليه لأطول فترة ممكنة.
هناك شكل خاص من حكم الكليبتوقراطية يُسمى في الألمانية «اقتصاد السرقة» أو«اقتصاد النهب» إذ يعتمد اقتصاد الدولة بأكمله على السرقة والنهب والسلب في الأراضي التي غزتها. تبقى هذه الدول في حالة حرب مستمرة مع جيرانها أو تواصل ببساطة سحب المال من رعاياها طالما أنهم يملكون أصولًا تخضع للضرائب. يزعم أرنولد توينبي أن الإمبراطورية الرومانية كانت كذلك.

## النظام المالي
حددت الدراسات المعاصرة كليبتوقراطية القرن الحادي والعشرين بأنها نظام مالي عالمي يقوم على غسل الأموال (يقدر صندوق النقد الدولي أن 2-5% من الاقتصاد العالمي هو اقتصاد كليبتوقراطي). ينخرط الكليبتوقراطيون في غسل الأموال بهدف إخفاء أصول ثرواتهم الفاسدة وحمايتها من التهديدات المحلية كعدم الاستقرار الاقتصادي ومنافسة الكليبتوقراطيين الجشعين. يصبحون بعد ذلك قادرين على تأمين هذه الثروات في الأصول والاستثمارات في الدول الأكثر استقرارًا، حيث تُخزن للاستخدام الشخصي، أو تُعاد إلى البلد الأصلي لدعم أنشطة الكليبتوقراطيين المحلية، أو تـُنشر في مكان آخر لحماية مصالح النظام خارج الدولة.
تُحول الأموال غير المشروعة من نظام حكم كليبتوقراطي إلى الدول الغربية بهدف غسل الأموال وتأمين الأصول. منذ عام 2011، يُنقل أكثر من تريليون دولار من البلدان النامية سنويًا في تدفقات مالية غير مشروعة نحو الخارج. وجدت دراسة في عام 2016 أن 12 تريليون دولارًا سُربت إلى خارج روسيا والصين والاقتصادات النامية. مقدمو الخدمات المهنية في الغرب جزء أساسي من النظام المالي الكليبتوقراطي، يستغل هؤلاء الثغرات القانونية والمالية في دولهم لتسهيل عمليات غسل الأموال. يتألف النظام المالي الكليبتوقراطي نموذجيًا من أربع خطوات.
1. يُنشئ الكليبتوقراطيون أو من يعمل لصالحهم شركاتٍ وهمية مجهولة الهوية لإخفاء الأصول وملكية الأموال. ويمكن إنشاء عدة شبكات متشابكة مؤلفة من شركات وهمية مجهولة الهوية ويعينون مدراء لها لإخفاء هوية المالك المنتفع النهائي.
2. تُحول أموال الكليبتوقراطيين إلى النظام المالي الغربي عبر حسابات تخضع لإجراءات ضعيفة لمكافحة غسل الأموال أو لا تخضع لهذه الإجراءات مطلقًا.
3. تكمل التعاملات المالية التي يجريها الكليبتوقراطيون في الدول الغربية دمج الأموال. بعد شراء الكليبتوقراطي لأحد الأصول، يصبح قادرًا على بيعه مجددًا، ما يوفر أصلًا قانونيًا للأموال يمكن الدفاع عنه.[15][16] أظهرت الأبحاث أن شراء العقارات الفاخرة وسيلة مفضلة للكليبتوقراطيين.
4. قد يستخدم الكليبتوقراطيون أموالهم المغسولة للانخراط في عمليات غسل السمعة وتوظيف شركات العلاقات العامة لتقديم صورة عامة إيجابية، ومحامين لكبح الملاحقة الصحفية لعلاقاتهم السياسية وأصول ثرواتهم.[17][18]

تعد الولايات المتحدة البلد المفضل عالميًا لغسل الأموال. في دراسة قضائية في عام 2011 حول قضايا الفساد الكبرى، وجد البنك الدولي أن الولايات المتحدة كانت البلد الرائد في تأسيس الكيانات التي تشارك في غسل الأموال. تقدر وزارة الخزانة الأمريكية أن 300 مليار دولار تُغسل سنويًا في الولايات المتحدة.
يزدهر النظام المالي الكليبتوقراطي في الولايات المتحدة لثلاثة أسباب:
1. إن عدم وجود سجل ملكية انتفاعية يعني أن الولايات المتحدة أسهل بلد يمكن فيه إخفاء ملكية الشركة. تنتج الولايات المتحدة سنويًا ما يفوق مليوني شركة أو مؤسسة، وما يزيد عن 10 أضعاف مجموع عدد الشركات الوهمية في 41 دولة أخرى من الدول التي تعد ملاذًا ضريبيًا. المعلومات التي يحتاجها الحصول على بطاقة مكتبية حاليًا أكثر من المعلومات اللازمة لإنشاء شركة في الولايات المتحدة.
2. بعض المهن الأكثر عرضة لخطر الاستغلال من قبل غاسلي الأموال الكليبتوقراطيين لا تلتزم الاحتراز الواجب على العملاء المحتملين، بما فيهم الوكلاء المؤسسون والمحامون والسماسرة. وجدت دراسة سرية في عام 2012 أن 10 فقط من 1722 من وكلاء التأسيس في الولايات المتحدة رفضوا إنشاء شركة مجهولة الهوية لحساب عميل مشبوه. وجد تحقيق في عام 2016 أن واحدًا فقط من 13 مكتب محاماة بارز في نيويورك رفض تقديم المشورة لعميل مشبوه.
3. يمكن لمثل هذه الشركات مجهولة الهوية الدخول بحرية في المعاملات دون الحاجة للكشف عن مالكها المنتفع.[20]

تُجرى الغالبية العظمى من التعاملات الأجنبية بالدولار الأمريكي. يجري تداول تريليونات الدولارات الأمريكية في سوق الصرف الأجنبي في كل يوم ما يجعل المبالغ الكبيرة من الأموال المغسولة مجرد قطرة في بحر. في الوقت الحالي، لا توجد في الولايات المتحدة إلا نحو 1200 إدانة تتعلق بغسل الأموال، واحتمال إدانة غسل الأموال أقل من 5%. يقدر ريموند بيكر أن القانون يفشل في كشف غسل الأموال على يد الكليبتوقراطيين وغيرهم من المجرمين الماليين في 99.9٪ من الحالات.
تضم الدول الغربية الأخرى التي يفضلها الكليبتوقراطيون: المملكة المتحدة وما يتبع لها، وخاصة جزر فيرجن البريطانية وجزر كايمان وغيرنسي وجيرسي. تشمل الدول في الاتحاد الأوروبي قبرص وهولندا وما يتبع لها من جزر الأنتيل الهولندية.

## الآثار
النظام أو الحكومة الكليبتوقراطية في دولة ما تُضر بمصالح الدولة واقتصادها وشؤونها السياسية والحقوق المدنية فيها. يدمر الحكم الكليبتوقراطي آفاق الاستثمار الأجنبي ويضعف السوق المحلية والتجارة عبر الحدود بشكل كبير. ولأن الكليبتوقراطية في الأنظمة تختلس الأموال من مواطنيها عبر إساءة استخدام الأموال الواردة من الضرائب، أو الانخراط بشكل كبير في غسل الأموال، فإنها تؤدي إلى تدهور نوعية حياة المواطنين بشكل كبير.
إضافة إلى ذلك، تُحول الأموال التي يسرقها الكليبتوقراطيون من الأموال المخصصة لبناء المرافق العامة كالمستشفيات والطرق والمدارس والحدائق ما يؤدي إلى آثار سلبية إضافية على نوعية حياة المواطنين. وتخرب الأوليغارية غير الرسمية الناتجة عن النخبة الكليبتوقراطية الديمقراطية (أو أي صيغة سياسية أخرى).

## أمثلة على حكام دول كليبتوقراطيين سرقوا ثروات شعوبهم خوفاً من فقدان السلطات
- دونالد ترامب، رئيس الولايات المتحدة الأمريكية
- ألكسندر لوكاشينكو، رئيس بيلاروسيا
- فلاديمير بوتين، رئيس روسيا
- فيكتور يانوكوفيتش، رئيس أوكرانيا المخلوع الموالي لروسيا
- شي جين بينغ، رئيس جمهورية الصين الشعبية
- ألكسندر فوتشيتش، رئيس صربيا الساعي لإعادة توحيد صربيا والجبل الأسود تحت حكم الحزب التقدمي الصربي
- كيم جونغ أون، القائد الأعلى لكوريا الشمالية الساعي لإعادة توحيد الكوريتين تحت حكم الشيوعيين
- ناريندرا مودي، رئيس وزراء الهند
- موبوتو سيسي سيكو، رئيس جمهورية الكونغو الديمقراطية الراحل
- جائير بولسونارو، رئيس البرازيل السابق
- بنيامين نتنياهو، رئيس وزراء إسرائيل
- عبد الفتاح السيسي، رئيس مصر
- بشار الأسد، رئيس سوريا المخلوع
- علي خامنئي، المرشد الأعلى للثورة الإسلامية
- علي عبد الله صالح، رئيس اليمن الراحل ومنشق مؤتمري عن أنصار الله الحوثيين
- فيكتور أوربان، رئيس وزراء هنغاريا
- روبرت فيتسو، رئيس وزراء سلوفاكيا